# Carl Pulfrich
Carl Pulfrich, né le 24 septembre 1858 à Burscheid et mort le 12 août 1927, est un physicien allemand.
Il est connu pour ses travaux en optique alors qu'il était chercheur chez Carl Zeiss à Iéna dans les années 1880 et pour avoir documenté l'effet Pulfrich.

## Effet Pulfrich
C'est un phénomène psycho-optique qui peut être utilisé afin de créer un effet de stéréoscopie. Il est basé sur la constatation que la vitesse de l'impulsion nerveuse est fonction de l'intensité du signal lumineux qui la déclenche, une image plus lumineuse arrivera plus rapidement au cerveau qu'une image plus sombre. En utilisant cette propriété, on peut simuler un effet stéréoscopique.